# Oncostoma
Oncostoma – rodzaj ptaków z podrodziny klinodziobków (Triccinae) w rodzinie muchotyranikowatych (Pipromorphidae).

## Zasięg występowania
Rodzaj obejmuje gatunki występujące w Ameryce.

## Morfologia
Długość ciała 9–11 cm; masa ciała 4,5–10 g.

## Systematyka

### Etymologia
- Oncostoma: gr. ογκος onkos „masa, ciężar”; στομα stomia, στοματος stomatos „usta”[6].
- Lophotriccus: gr. λοφος lophos „grzbień, czub”; τρικκος trikkos „niezidentyfikowany mały ptak”; w ornitologii triccus oznacza ptaka z rodziny tyrankowatych[7]. Gatunek typowy: Todirostrum squamaecrista Lafresnaye, 1846 (= E[uscarthmus] pileatus von Tschudi, 1844).
- Atalotriccus: gr. αταλος atalos „delicatny, smukły”; τρικκος trikkos „niezidentyfikowany mały ptak”; w ornitologii triccus oznacza ptaka z rodziny tyrankowatych[8]. Gatunek typowy: Colopterus pilaris Cabanis, 1847.

### Podział systematyczny
Do rodzaju należą następujące gatunki:
- Oncostoma senex (von Pelzeln, 1868) – tyraneczek reliktowy
- Oncostoma zosterops (von Pelzeln, 1868) – tyraneczek szlarnikowy
- Oncostoma griseipectus (E. Snethlage, 1907) – tyraneczek szaropierśny
- Oncostoma pilare (Cabanis, 1847) – żółtooczek
- Oncostoma eulophotes (Todd, 1925) – łuskoczubek długopióry
- Oncostoma galeatum (Boddaert, 1783) – łuskoczubek hełmiasty
- Oncostoma minus (E. Snethlage, 1907) – tyraneczek brazylijski
- Oncostoma cohnhafti (K.J. Zimmer, Whittaker, Sardelli, Guilherme & Aleixo, 2013) – tyraneczek zielonogrzbiety
- Oncostoma spodiops (von Berlepsch, 1901) – tyraneczek boliwijski
- Oncostoma vitiosum (Bangs & T.E. Penard, 1921) – łuskoczubek czarnopióry
- Oncostoma cinereigulare (P.L. Sclater, 1857) – zgiętodziobek północny
- Oncostoma olivaceum (Lawrence, 1862) – zgiętodziobek południowy
- Oncostoma pileatum  (von Tschudi, 1844) – łuskoczubek rdzawopióry